# Warszawa Rakowiec
Warszawa Rakowiec – przystanek osobowy usytuowany na linii kolejowej nr 8 Warszawa Zachodnia − Kraków Główny, w Warszawie, w dzielnicy Ochota, przy ul. Grójeckiej.

## Infrastruktura
Obiekt posiada dwa perony jednokrawędziowe, znajdujące się pomiędzy nimi dwa tory szlakowe linii kolejowej nr 8, na której się znajduje, wiaty nad peronami i przejście nadziemne połączone z wiaduktem w ciągu ul. Grójeckiej.

## Opis
Z przystanku można dojechać elektrycznymi pociągami podmiejskimi m.in. do śródmieścia stolicy, Radomia i Zalesia Górnego.

## Ruch pasażerski[5]
| Rok  | Wymiana pasażerska na dobę |
| ---- | -------------------------- |
| 2017 | 3000                       |
| 2018 | 3000                       |
| 2019 | 1600                       |
| 2020 | 1500                       |
| 2021 | 1200                       |
| 2022 | 1600                       |
| 2023 | 2500                       |

## Linie
| Przewoźnik         | Linia | Trasa                                                                       |       |
| ------------------ | ----- | --------------------------------------------------------------------------- | ----- |
| Koleje Mazowieckie | R8    | Warszawa Gdańska/Warszawa Wschodnia – Warszawa Rakowiec – Piaseczno – Radom | [ 7 ] |
| Koleje Mazowieckie | RL    | Modlin – Warszawa Rakowiec – Warszawa Lotnisko Chopina                      | [ 8 ] |
| SKM Warszawa       | S2    | Sulejówek Miłosna – Warszawa Rakowiec – Warszawa Lotnisko Chopina           | [ 9 ] |
| SKM Warszawa       | S3    | Legionowo – Warszawa Rakowiec – Warszawa Lotnisko Chopina                   | [ 9 ] |
| SKM Warszawa       | S4    | Zegrze Południowe – Warszawa Rakowiec – Piaseczno                           | [ 9 ] |
| SKM Warszawa       | S40   | Radzymin/Wieliszew – Warszawa Rakowiec – Piaseczno                          | [ 9 ] |